# Sandorovec
Sandorovec (horvátul: Šandorovec) falu Horvátországban, Muraköz megyében. Közigazgatásilag Csáktornyához tartozik.

## Fekvése
Csáktornya központjától 7 km-re délre, a Dráva bal partján fekszik.

## Története
A horvát település a 18-19. században keletkezett. 1857-ben 168, 1880-ban 182 lakosa volt. 1890 és 1921 között lakosságát Varasd városához számították. A trianoni békeszerződésig Zala vármegye Csáktornyai járásához tartozott, majd a délszláv állam része lett. 1941 és 1945 között újra Magyarországhoz tartozott. 2001-ben 316 lakosa volt.

## Külső hivatkozások
- Csáktornya város hivatalos oldala
- A Horvát Statisztikai Hivatal honlapja Archiválva 2011. november 16-i dátummal a Wayback Machine-ben